# Mistrzostwa Europy w Wioślarstwie 2008 – dwójka podwójna wagi lekkiej mężczyzn
Dwójka podwójna wagi lekkiej mężczyzn (LM2x) – konkurencja rozgrywana podczas Mistrzostw Europy w Wioślarstwie 2008 w Atenach między 19 a 20 września.

## Harmonogram konkurencji
| Wydarzenie               | Runda         |
| ------------------------ | ------------- |
| Piątek, 19 września 2008 | Eliminacje    |
| Piątek, 19 września 2008 | Repasaże      |
| Sobota, 20 września 2008 | Półfinały A/B |
| Sobota, 20 września 2008 | Finał C       |
| Sobota, 20 września 2008 | Finał B       |
| Sobota, 20 września 2008 | Finał A       |

## Medaliści
| Złoto                                       | Srebro                                       | Brąz                                           |
| Grecja · Dimitris Mujos · Wasilis Polimeros | Włochy · Lorenzo Bertini · Daniele Gilardoni | Węgry · Zsolt Hirling · Tamás Varga (wioślarz) |

## Wyniki

### Eliminacje
Reguła kwalifikacji: 1-3 → PA/B, 4.. → R

#### Eliminacje 1
| Miejsce | Zawodnik                             | Kraj    | Czas    | Uwagi |
| ------- | ------------------------------------ | ------- | ------- | ----- |
| 1       | Dimitris Mujos Wasilis Polimeros     | Grecja  | 6:22,73 | PA/B  |
| 2       | Maxime Goisset Frédéric Dufour       | Francja | 6:26,99 | PA/B  |
| 3       | Michael Stichauner Florian Berg      | Austria | 6:30,97 | PA/B  |
| 4       | Christian Nielsen Nicolai Skjølstrup | Dania   | 6:40,57 | R     |
| 5       | Ołeksandr Serdiuk Walerij Czykyrynda | Ukraina | 6:44,32 | R     |

#### Eliminacje 2
| Miejsce | Zawodnik                          | Kraj      | Czas    | Uwagi |
| ------- | --------------------------------- | --------- | ------- | ----- |
| 1       | Zsolt Hirling Tamás Varga         | Węgry     | 6:31,68 | PA/B  |
| 2       | Tomasz Mrozowicz Michał Rychlicki | Polska    | 6:33,67 | PA/B  |
| 3       | Złatko Karaiwanow Wasil Witanow   | Bułgaria  | 6:34,83 | PA/B  |
| 4       | Dimitry Margolin Paul Kondrashov  | Izrael    | 6:38,09 | R     |
| 5       | Pekka Nieminen Matti Jääskeläinen | Finlandia | 6:45,09 | R     |

#### Eliminacje 3
| Miejsce | Zawodnik                          | Kraj     | Czas    | Uwagi |
| ------- | --------------------------------- | -------- | ------- | ----- |
| 1       | Lorenzo Bertini Daniele Gilardoni | Włochy   | 6:25,08 | PA/B  |
| 2       | Bine Pišlar Jure Cvet             | Słowenia | 6:27,88 | PA/B  |
| 3       | Jan Vetešník Ondřej Vetešník      | Czechy   | 6:42,16 | PA/B  |
| 4       | François Libois Kristof Dekeyser  | Belgia   | 6:46,85 | R     |

### Repasaże
Reguła kwalifikacji: 1-3 → PA/B, 4... → FC
| Miejsce | Zawodnik                             | Kraj      | Czas    | Uwagi |
| ------- | ------------------------------------ | --------- | ------- | ----- |
| 1       | François Libois Kristof Dekeyser     | Belgia    | 6:49,46 | PA/B  |
| 2       | Christian Nielsen Nicolai Skjølstrup | Dania     | 6:52,78 | PA/B  |
| 3       | Dimitry Margolin Paul Kondrashov     | Izrael    | 6:53,18 | PA/B  |
| 4       | Ołeksandr Serdiuk Walerij Czykyrynda | Ukraina   | 6:53,78 | FC    |
| 5       | Pekka Nieminen Matti Jääskeläinen    | Finlandia | 6:58,47 | FC    |

### Półfinały A/B
Reguła kwalifikacji: 1-3 → FA, 4... → FB

#### Półfinały A/B 1
| Miejsce | Zawodnik                         | Kraj     | Czas    | Uwagi |
| ------- | -------------------------------- | -------- | ------- | ----- |
| 1       | Dimitris Mujos Wasilis Polimeros | Grecja   | 6:27,38 | FA    |
| 2       | Zsolt Hirling Tamás Varga        | Węgry    | 6:29,21 | FA    |
| 3       | Bine Pišlar Jure Cvet            | Słowenia | 6:29,96 | FA    |
| 4       | Michael Stichauner Florian Berg  | Austria  | 6:35,32 | FB    |
| 5       | Złatko Karaiwanow Wasil Witanow  | Bułgaria | 6:40,49 | FB    |
| 6       | Dimitry Margolin Paul Kondrashov | Izrael   | 7:09,61 | FB    |

#### Półfinały A/B 2
| Miejsce | Zawodnik                             | Kraj    | Czas    | Uwagi |
| ------- | ------------------------------------ | ------- | ------- | ----- |
| 1       | Lorenzo Bertini Daniele Gilardoni    | Włochy  | 6:23,93 | FA    |
| 2       | Jan Vetešník Ondřej Vetešník         | Czechy  | 6:26,14 | FA    |
| 3       | Maxime Goisset Frédéric Dufour       | Francja | 6:29,15 | FA    |
| 4       | François Libois Kristof Dekeyser     | Belgia  | 6:36,56 | FB    |
| 5       | Tomasz Mrozowicz Michał Rychlicki    | Polska  | 6:43,52 | FB    |
| 6       | Christian Nielsen Nicolai Skjølstrup | Dania   | 6:59,70 | FB    |

### Finał C
| Miejsce | Zawodnik                             | Kraj      | Czas    | Uwagi |
| ------- | ------------------------------------ | --------- | ------- | ----- |
| 1       | Ołeksandr Serdiuk Walerij Czykyrynda | Ukraina   | 6:41,21 |       |
| 2       | Pekka Nieminen Matti Jääskeläinen    | Finlandia | 6:42,03 |       |

### Finał B
| Miejsce | Zawodnik                             | Kraj     | Czas    | Uwagi |
| ------- | ------------------------------------ | -------- | ------- | ----- |
| 1       | François Libois Kristof Dekeyser     | Belgia   | 6:29,08 |       |
| 2       | Tomasz Mrozowicz Michał Rychlicki    | Polska   | 6:29,19 |       |
| 3       | Michael Stichauner Florian Berg      | Austria  | 6:31,35 |       |
| 4       | Złatko Karaiwanow Wasil Witanow      | Bułgaria | 6:32,49 |       |
| 5       | Christian Nielsen Nicolai Skjølstrup | Dania    | 6:39,45 |       |
| 6       | Dimitry Margolin Paul Kondrashov     | Izrael   | 6:46,93 |       |

### Finał A
| Miejsce | Zawodnik                          | Kraj     | Czas    | Uwagi |
| ------- | --------------------------------- | -------- | ------- | ----- |
|         | Dimitris Mujos Wasilis Polimeros  | Grecja   | 6:16,53 |       |
|         | Lorenzo Bertini Daniele Gilardoni | Włochy   | 6:19,34 |       |
|         | Zsolt Hirling Tamás Varga         | Węgry    | 6:22,41 |       |
| 4       | Maxime Goisset Frédéric Dufour    | Francja  | 6:22,81 |       |
| 5       | Jan Vetešník Ondřej Vetešník      | Czechy   | 6:26,67 |       |
| 6       | Bine Pišlar Jure Cvet             | Słowenia | 6:31,19 |       |